# Prionotropis
Genre
Synonymes
- Cuculligera Fischer, 1853

Prionotropis est un genre d'insectes orthoptères de la famille des Pamphagidae.

## Distribution
Les espèces de ce genre se rencontrent en Europe et en Turquie.

## Liste des espèces
Selon Orthoptera Species File (21 juillet 2018) :
- Prionotropis ancosae Olmo-Vidal, 2017
- Prionotropis appula (Costa, 1836)
- Prionotropis azami Uvarov, 1923
- Prionotropis flexuosa (Serville, 1838)
- Prionotropis hystrix (Germar, 1817)
- Prionotropis maculinervis (Stål, 1876)
- Prionotropis rhodanica Uvarov, 1923
- Prionotropis willemsorum Massa & Ünal, 2015

## Publication originale
- Fieber, 1853 : Synopsis der europaischen Orthopteren. Lotus (Prag), vol. 3, p. 90-259 (texte intégral).